# Smash Your Head Against the Wall
Smash Your Head Against the Wall – pierwszy solowy album Johna Entwistle, członka zespołu The Who, wydany w maju 1971 roku. Muzyk sam napisał teksty, skomponował muzykę i zagrał na większości instrumentów, choć gościnnie na albumie pojawia się Keith Moon, a także Neil Innes (The Bonzo Dog Doo-Dah Band) i Jerry Shirley (Humble Pie). Okładka przedstawia Johna w masce pośmiertnej, oglądającego zdjęcie rentgenowskie klatki piersiowej pacjenta z rakiem płuc.

## Lista utworów
| 1. | My Size                       | 3:43  |
|    |                               |       |
| 2. | Pick Me Up (Big Chicken)      | 3:43  |
|    |                               |       |
| 3. | What Are We Doing Here?       | 3:49  |
|    |                               |       |
| 4. | What Kind of People Are They? | 2:44  |
|    |                               |       |
| 5. | Heaven and Hell               | 4:50  |
|    |                               |       |
| 6. | Ted End                       | 2:33  |
|    |                               |       |
| 7. | You're Mine                   | 4:39  |
|    |                               |       |
| 8. | No. 29 (Eternal Youth)        | 5:25  |
|    |                               |       |
| 9. | I Believe in Everything       | 3:07  |
|    |                               |       |
|    |                               | 34:33 |
|    |                               |       |
Bonusy (wydanie poszerzone z 2005 r.)
1. Cinnamon Girl (outtake) (Neil Young)
2. It's Hard to Write a Love Song (demo)
3. The Haunted Can Be Free (demo)
4. World Behind My Face (demo)
5. My Size (early take)
6. What Kind of People Are They? (demo)
7. Pick Me Up (Big Chicken) (demo)
8. No. 29 (Eternal Youth) (demo)
9. Ted End (demo)

## Twórcy
- John Entwistle – wokal, chórki, gitara basowa, instrumenty dęte blaszane, instrumenty perkusyjne, klawisze, produkcja
- Dave 'Cyrano' Langston - gitara elektryczna, gitara akustyczna, instrumenty perkusyjne, chórki
- Jerry Shirley - bębny, instrumenty perkusyjne
- Keith Moon – instrumenty perkusyjne, chórki (No. 29 (Eternal Youth))
- Neil Innes - instrumenty perkusyjne, chórki

## Ciekawostki
- My Size kończy się riffem z Boris the Spider, pierwszej piosenki napisanej przez Entwistle dla The Who (pojawiła się na ich drugim albumie The Quick One z 1966 roku).
- Heaven and Hell zostało rok wcześniej nagrane przez The Who i wydane w wersji studyjnej na stronie B singla Summertime Blues, a także jako część albumu koncertowego Live at Leeds.
- I Believe in Everything kończy się wspólną improwizacją piosenki Rudolph the Red-Nosed Reindeer (Rudolf, Czerwononosy renifer).